# رود تیسا
برای دیگر کاربردها تیسا (ابهام‌زدایی) را ببینید.
تیسا یکی از رودخانه‌های اصلی مرکزی اروپا است. تیسا زمانی «مجاری‌ترین رود» نامیده می‌شد زیرا کاملاً در داخل پادشاهی مجارستان جریان داشت؛ امروزه ولی از چندین مرز عبور می‌کند. این رود از نزدیکی راخیف، اوکراین از تلاقی تیسای سفید و تیسای سیاه از رشته‌کوه چورنوهورا سرچشمه می‌گیرد و به سمت غرب حدوداً منطبق با مرزهای اوکراین با رومانی و مجارستان، و سپس مدت کوتاهی در مرز بین اسلواکی و مجارستان و داخل مجارستان جریان می‌یابد و پس از عبوری طولانی در مجارستان به سمت جنوب به صربستان، در روستای ستاری سلانکامن به دانوب می‌ریزد. تیسا با عبور از کشورهای مجارستان و صربستان و رومانی مسافتی به طول ۹۶۵ کیلومتر (۶۰۰ مایل) و مساحت حدود ۱۵۶٬۰۸۷ کیلومتر (۶۰۲۶۶ مایل مربع) را طی می‌کند.

## نام
رود از پنج کشور می‌گذرد.
- رومانیایی: Tisa(سیگتو مرمتسیه)

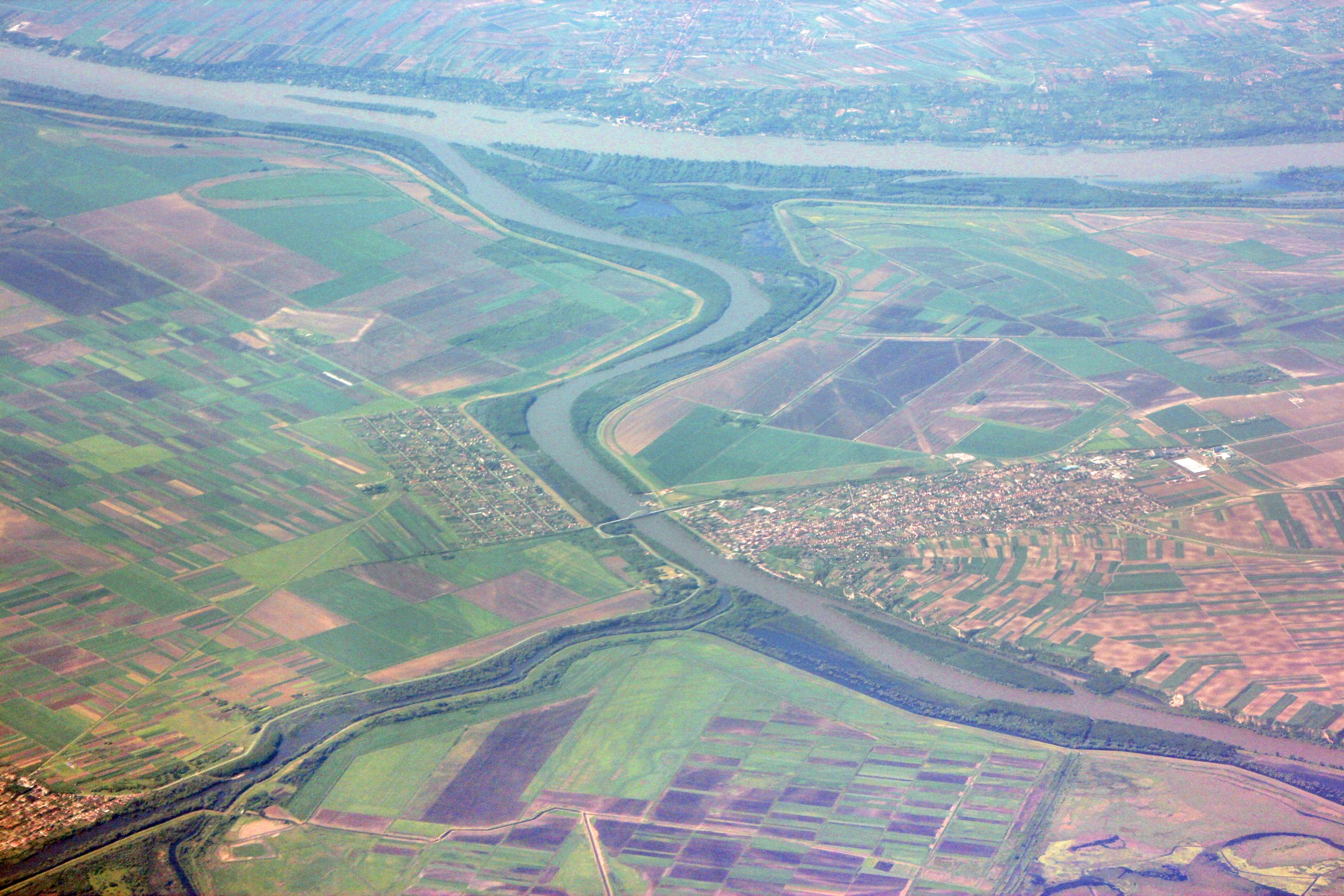
محل اتصال تیسا به دانوب

- اوکراینی: Тиса (راخیف، تیاچیف، خوست، وینوهرادیف)
- اسلواکی: Tisa (Malé Trakany, Veľké Trakany و Biel)
- مجاری: Tisza (واشاروش‌نامنی، توکای، تیسااوی‌واروش، سولنوک، تیساکچکه، چونگراد، سنتش، هودمزوواشارهی و سگد)
- صربی: Тиса (کانیژا، نووی کنژواتس، سنتا، آدا، Mol، بچی و تیتل)